# Les Âmes silencieuses
Pour plus de détails, voir Fiche technique et Distribution.
Les Âmes silencieuses (The Quiet Ones) au Québec est un film d'horreur britannico-américain coécrit et réalisé par John Pogue, sorti en 2014.

## Synopsis
The Quiet Ones raconte l'histoire d'un professeur peu orthodoxe qui utilise des méthodes controversées et se sert de ses meilleurs élèves pour tenter une dangereuse expérience sur une jeune femme pouvant en apparence rentrer en contact avec l'esprit d'une petite fille.

## Fiche technique
- Titre original : The Quiet Ones
- Titre français et québécois  : Les Âmes silencieuses
- Réalisation : John Pogue
- Scénario :  Tom de Ville, Oren Moverman, John Pogue et Craig Rosenberg
- Direction artistique : Matt Gant
- Décors : Caroline Barclay
- Costumes :  Camille Benda
- Photographie : Mátyás Erdély
- Montage : Glenn Garland
- Musique : Lucas Vidal
- Production : Ben Holden, Simon Oakes et Steven Chester Prince
- Sociétés de production : Hammer Film Productions ; The Travelling Picture Show Company (coproduction)
- Société de distribution : Lionsgate
- Pays de production : Royaume-Uni et États-Unis
- Langue : anglais
- Format : couleur - 35 mm - 2.35 : 1 - Son Dolby numérique
- Genre : horreur
- Durée : 93 minutes
- Dates de sortie :
  - Royaume-Uni : 1er avril 2014 (avant-première à Londres) ; 10 avril 2014 (nationale)
  - Belgique : 8 avril 2014 (Festival international du film fantastique de Bruxelles) ; 23 avril 2014 (nationale)
  - Canada, États-Unis : 25 avril 2014
  - France : 26 mars 2015 (DVD)

## Distribution
- Jared Harris (V.Q. : Pierre Auger) : Professeur Joseph Coupland
- Sam Claflin (V.Q. : Jean-Philippe Baril-Guérard) : Brian McNeil
- Olivia Cooke (V.Q. : Catherine Brunet) : Jane Harper
- Erin Richards (V.Q. : Kim Jalabert) : Kristina Dalton
- Rory Fleck-Byrne (V.Q. : Gabriel Lessard) : Harry Abrams
- Laurie Calvert (V.Q. : Nicolas Charbonneaux-Collombet) : Phillip
- Richard Cunningham : Provost
- Aldo Maland (V.Q. : Matis Ross) : David Q

Source et légende: Version québécoise (V.Q.) sur Doublage Québec